# Wimbi Dira Airways
Wimbi Dira Airways était une compagnie aérienne du République démocratique du Congo. Fondée en 2003, la compagnie a cessé ses activités en 2015. La compagnie était dirigée par David Mavinga (Directeur Général de la compagnie) et employait près de 500 personnes.

## Villes desservies

### Réseau national
- Gbadolite
- Gemena
- Goma
- Isiro
- Kananga
- Kindu
- Kinshasa
- Lubumbashi
- Mbandaka
- Mbuji-Mayi

### Réseau International
- Afrique du Sud

## Flotte de la compagnie
Wimbi Dira Airways assurait ses vols grâce aux appareils suivants :
- 1 Boeing 707-320C
- 1 Boeing 727-200F
- 2 McDonnell Douglas DC-9-30
- 1 McDonnell Douglas DC-9-34F
- 1 MD 83
- 2 ( AN12 )